# Punctoribates longiporosus
Punctoribates longiporosus är en kvalsterart som beskrevs av Balogh 1963. Punctoribates longiporosus ingår i släktet Punctoribates och familjen Punctoribatidae. Inga underarter finns listade i Catalogue of Life.